# Гамзе, Зельман Маркович
Зельман (Зиновий) Маркович Га́мзе (1909—1965) — советский инженер, конструктор гидравлических машин.

## Биография
Родился 17 (30) апреля 1909 года в Сморгони (ныне Гродненская область, Беларусь).
Окончил Харьковский политехнический институт (1931).
В 1931—1963 работал на Ленинградском металлическом заводе имени И. В. Сталина: конструктор, старший конструктор, с 1935 года начальник технологического отдела КБ водяных турбин. В 1941—1944 годах в эвакуации в городе Верхняя Салда (Свердловская область).
Кандидат технических наук. Преподавал во втузе, в 1930-е годы и с 1947 года доцент кафедры гидромашин Ленинградского политехнического института, читал курс проектирования и технологии производства турбин.
С 1963 года профессор кафедры турбостроения втуза при ЛМЗ.
Умер 23 октября 1965 года.
Похоронен на Большеохтинском кладбище Санкт-Петербурга.
Труды в области технологии производства гидротурбин. Соавтор монографии «Технология производства крупных гидротурбин» / З. М. Гамзе, А. Я. Гольдшер. — М.—Л.: Машгиз, 1950. — 861 с.

## Награды и премии
- Сталинская премия первой степени (1946) — за разработку конструкции и технологии производства мощных гидротурбин и генераторов, установленных на Шекснинской и Угличской ГЭС Верхне-Волжского гидроузла[1]
- Ленинская премия (1959) — за создание поворотно-лопастной гидротурбины мощностью 126 кВт для Волжской ГЭС имени В. И. Ленина.